# Marin County
Marin County ist ein County im US-Bundesstaat Kalifornien. Es ist Teil der sogenannten San Francisco Bay Area, nahe der Stadt San Francisco. Der Verwaltungssitz (County Seat) ist San Rafael.
Das berüchtigte San Quentin State Prison liegt in Marin County, ebenso wie die Skywalker Ranch, das Hauptquartier der Film- und Mediengesellschaft Lucasfilm Ltd. Außerdem sind mehrere Hochtechnologieunternehmen hier ansässig. In Marin County liegt die Geburtsstätte des Mountainbikes.
Marin County zählt mit dem fünft-höchsten Pro-Kopf-Einkommen des Landes zu den wohlhabendsten Gegenden in den Vereinigten Staaten.

## Geschichte
Marin County war eines der Countys, die 1850 bei der Staatsgründung eingeführt wurden.
Die Herkunft des Namens ist nicht eindeutig geklärt. Eine Möglichkeit ist, dass der Namensgeber Chief Marin war, der Anführer des Indianerstammes der Licatiut. Dieser Stamm bewohnte das Gebiet und wehrte sich gegen die spanischen Eroberer. Die andere Version besagt, dass die Bucht zwischen San Pedro und San Quentin 1775 Bahía de Nuestra Señora del Rosario la Marinera genannt wurde. Es ist gut möglich, dass Marin eine Abkürzung für diesen etwas unhandlichen Namen darstellt.
Im Marin County liegen vier National Historic Landmarks. Insgesamt sind 41 Bauwerke und Stätten des Countys im National Register of Historic Places eingetragen. Dort ist auch die  Tomales Presbyterian Church als älteste evangelische Kirche des County eingetragen.

## Geographie
Marin County belegt eine Fläche von 2145 Quadratkilometern, davon sind 799 km² (37,24 %) Wasserflächen.

## Demografische Daten

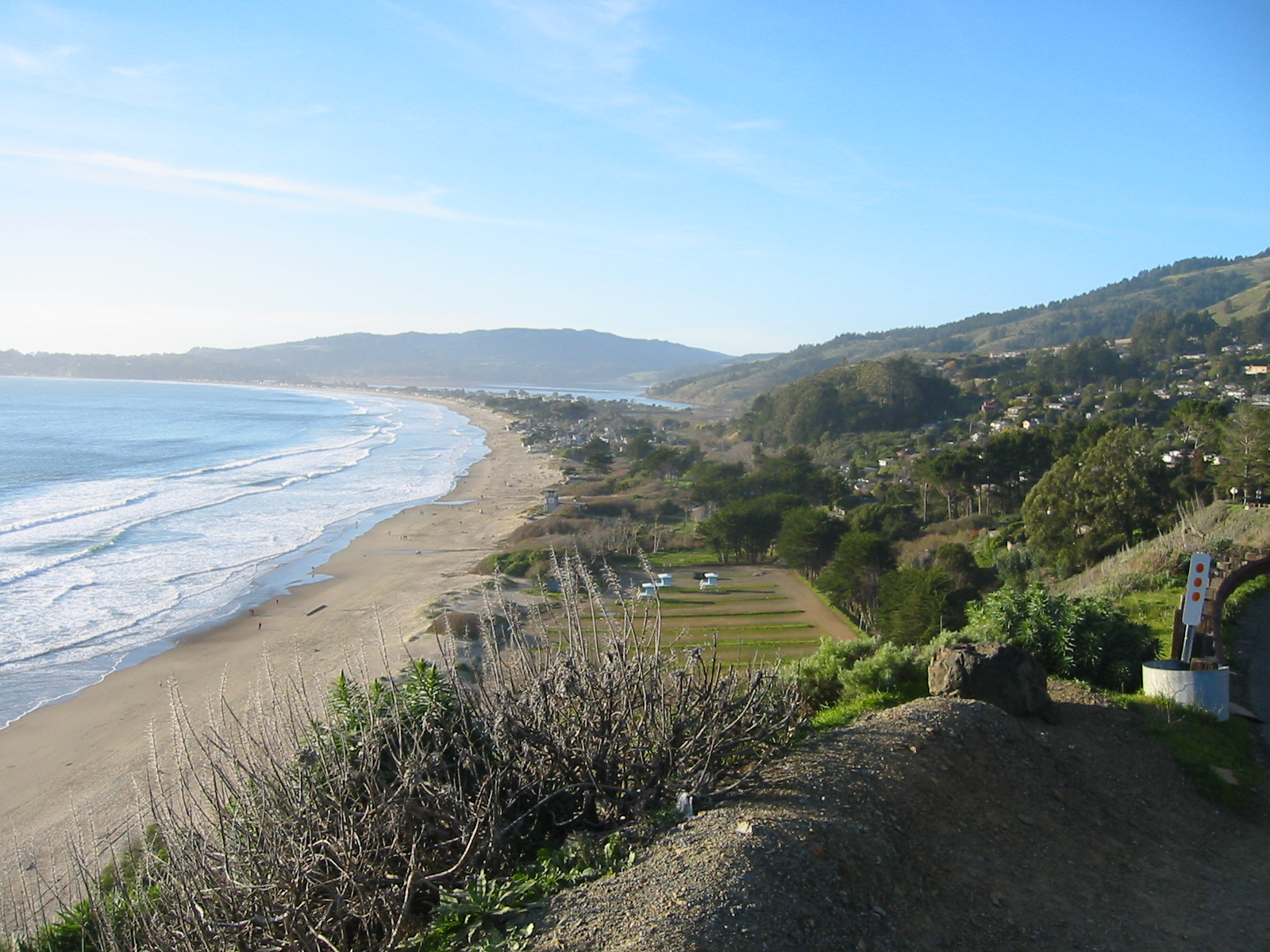
Stinson Beach

Alterspyramide des Marin Countys (Stand: 2000)

Nach der Volkszählung im Jahr 2000 lebten im Marin County 247.289 Menschen. Es gab 100.650 Haushalte und 60.691 Familien. Die Bevölkerungsdichte betrug 184 Einwohner pro Quadratkilometer. Ethnisch betrachtet setzte sich die Bevölkerung zusammen aus 84,03 % Weißen, 2,89 % Afroamerikanern, 0,43 % amerikanischen Ureinwohnern, 4,53 % Asiaten, 0,16 % Bewohnern aus dem pazifischen Inselraum und 4,50 % aus anderen ethnischen Gruppen; 3,47 % stammten von zwei oder mehr ethnischen Gruppen ab. 11,06 % der Bevölkerung waren spanischer oder lateinamerikanischer Abstammung.
Von den 100.650 Haushalten hatten 27,50 % Kinder und Jugendliche unter 18 Jahre, die bei ihnen lebten. 48,40 % waren verheiratete, zusammenlebende Paare, 8,50 % waren allein erziehende Mütter. 39,70 % waren keine Familien. 29,80 % waren Singlehaushalte und in 9,60 % lebten Menschen im Alter von 65 Jahren oder darüber. Die Durchschnittshaushaltsgröße betrug 2,34 und die durchschnittliche Familiengröße lag bei 2,90 Personen.
Auf das gesamte County bezogen setzte sich die Bevölkerung zusammen aus 20,30 % Einwohnern unter 18 Jahren, 5,50 % zwischen 18 und 24 Jahren, 31,00 % zwischen 25 und 44 Jahren, 29,70 % zwischen 45 und 64 Jahren und 13,50 % waren 65 Jahre alt oder darüber. Das Durchschnittsalter betrug 41 Jahre. Auf 100 weibliche Personen kamen 98,20 männliche Personen, auf 100 Frauen im Alter ab 18 Jahren kamen statistisch 96,40 Männer.
Das jährliche Durchschnittseinkommen eines Haushalts betrug 71.306 USD, das Durchschnittseinkommen der Familien betrug 88.934 USD. Männer hatten ein Durchschnittseinkommen von 61.282 USD, Frauen 45.448 USD. Das Prokopfeinkommen betrug 44.962 USD. 6,60 % Prozent der Bevölkerung und 3,70 % der Familien lebten unterhalb der Armutsgrenze. 6,90 % davon waren unter 18 Jahre und 4,50 % waren 65 Jahre oder älter.

## Orte im County

### Citys
- Belvedere
- Corte Madera
- Fairfax
- Larkspur
- Mill Valley
- Novato
- Ross
- San Anselmo
- San Rafael (County Seat)
- Sausalito
- Tiburon

### CDPs
| - Alto - Black Point-Green Point - Bolinas - Dillon Beach - Inverness - Kentfield - Lagunitas-Forest Knolls - Lucas Valley-Marinwood - Marin City - Muir Beach | - Nicasio - Point Reyes Station - San Geronimo - Santa Venetia - Sleepy Hollow - Stinson Beach - Strawberry - Tamalpais-Homestead Valley - Tomales - Woodacre |